# هنريكي يوهان
هنريكي يوهان (بالبرتغالية: Henrique Johann‏) هو مجدف برازيلي، ولد في 11 أكتوبر 1956 في Venâncio Aires ‏ في البرازيل.

## وصلات خارجية
- هنريكي يوهان على موقع الاتحاد الدولي للتجديف (الإنجليزية)
- هنريكي يوهان على موقع اللجنة الأولمبية الدولية (الإنجليزية)
- هنريكي يوهان على موقع أوليمبيديا (الإنجليزية)